# Fritz Schwitzgebel
 (août 2012).
Si vous disposez d'ouvrages ou d'articles de référence ou si vous connaissez des sites web de qualité traitant du thème abordé ici, merci de compléter l'article en donnant les références utiles à sa vérifiabilité et en les liant à la section « Notes et références ».
Fritz Schwitzgebel, né le 19 septembre 1888 à Waldmohr (Royaume de Bavière) et mort le 19 juin 1957 à Deux-Ponts (Palatinat), est un homme politique allemand membre du NSDAP et bourgmestre de Sarrebruck.

## Biographie
Après une scolarité passée à Deux-Ponts, Fritz Schwitzgebel fait des études de langues dans les universités de Munich, Strasbourg, Nancy et Bonn.
En 1914 il s'engage en tant que volontaire dans le 22e régiment d'infanterie bavarois « Fürst Wilhelm von Hohenzollern » et prend part à la Première Guerre mondiale.
Il a été député au landtag de Bavière de 1932 à 1933 puis au Reichstag de 1933 à 1945.
Il fut nommé citoyen d'honneur de la ville de Deux-Ponts en 1938.
Pendant la guerre, il participe notamment à l'occupation de la Pologne du 24 septembre 1939 au 31 mai 1940 (à Radom).
Il est arrêté après la fin des combats le 13 juillet 1945.
- Notices d'autorité :   - VIAF
  - GND